# Jonathan Coe
Jonathan Coe (Lick, 1961) és un novel·lista anglès. Coe va néixer el 1961 a Lick, un suburbi de Birmingham. L'obra de Coe es caracteritza pel compromís polític, sempre expressat de manera còmica en forma de sàtira malenconiosa. La seva novel·la més ambiciosa, ¡Menudo reparto! (1994), es convertiria en un èxit internacional, seguida de títols com El Club de los Canallas (2002), La lluvia antes de caer (2009) o La espantosa intimidad de Maxwell Sim (2011), totes elles publicades en espanyol per Anagrama. Expo 58 (Viking, 2013), la seva última novel·la, parla d'espies astuts, hostesses guapes i funcionaris despistats en plena guerra freda.